# Damsels in Distress
Damsels in Distress es una película estadounidense de comedia escrita y dirigida por Whit Stillman y protagonizada por Greta Gerwig, Adam Brody, y Analeigh Tipton. Se proyectó por primera vez en el Festival Internacional de Cine de Venecia de 2011 y el Festival Internacional de Cine de Toronto, la película se estrenó en Nueva York y Los Ángeles el 6 de abril de 2012.

## Sinopsis
Un grupo de universitarias obsesionadas con la moda se hacen amigas de una chica a la que enseñan su equivocada forma de ayudar a la gente. Cuando a la muchacha le sale un pretendiente, el grupo desconfía de sus intenciones.

## Reparto
- Greta Gerwig como "Violet Wister" (Emily Tweeter).
- Adam Brody como Fred Packenstacker / Charlie Walker.
- Analeigh Tipton como Lily.
- Carrie MacLemore como Heather.
- Megalyn Echikunwoke como Rose.
- Hugo Becker como Xavier.
- Ryan Metcalf como Frank.
- Billy Magnussen como Thor.
- Caitlin FitzGerald como Priss.
- Jermaine Crawford como Jimbo.
- Alia Shawkat como Mad Madge.
- Aubrey Plaza como Debbie.
- Zach Woods como Rick DeWolfe.
- Taylor Nichols como Profesor Black.
- Carolyn Farina como Carolina Antonucci.
- Meredith Hagner como Alice.

## Producción
La película fue filmada en locaciones de la Ciudad de Nueva York en Staten Island en el Sailors' Snug Harbor Cultural Center.
La filmación acabó el 5 de noviembre de 2010.